# Shunzhi
El Emperador Shunzhi (chino tradicional: 順治, chino simplificado: 顺治, pinyin: Shùnzhì, Wade-Giles: Shun-chih, Mukden, actual Shenyang, 15 de marzo de 1638 - 5 de febrero de 1661, emperador de toda China desde 1644) fue el segundo emperador de la dinastía Qing, la última dinastía imperial china, de origen manchú, y el primero que reinó sobre toda China, después de que la corte fuera trasladada de Mukden a Pekín.
Su nombre real era Fúlín (chino tradicional: 福臨, chino simplificado: 福临, manchú: ᡶᡠᠯᡳᠨ), pero, como a los demás emperadores de esta dinastía, se le conoce habitualmente por el nombre de su reinado, Shunzhi. Esta costumbre se debe al tabú sobre los nombres en la cultura china, por el cual se considera irrespetuosa la mención del nombre propio de un emperador.

## Orígenes
El abuelo del Emperador Shunzhi, Nurhaci, había unificado a los pueblos yurchen de la región actualmente conocida como Manchuria, al sur del río Amur. Los yurchen habían gobernado ya todo el norte de China al fundar la dinastía Jin en el siglo XII, que sería finalmente derrotada por los mongoles, cuando estos conquistaron China y fundaron la dinastía Yuan en 1234. Tras más de tres siglos de división y ostracismo histórico de los yurchen, Nurhaci fundó un nuevo reino para el que recuperó el nombre de Jin, y fue sucedido por su hijo Hung Taiji, el padre del Emperador Shunzhi. Hung Taiji fue el responsable de la creación de una nueva identidad nacional para los yurchen. Además de adoptar la denominación manchú ( 滿洲 / 满洲, mǎnzhōu) para su pueblo, hizo crear un alfabeto para su lengua, a partir de este momento llamada también lengua manchú, y adoptó una administración de gobierno que combinaba las tradiciones yurchen y mongolas con las tradiciones chinas, con un cuerpo de funcionarios formado por chinos, mongoles y manchúes. Hung Taiji completó la conquista de una gran parte de las regiones actuales de Manchuria y Mongolia Interior y sustituyó el nombre dinástico Jin por un nuevo nombre: Qīng (清, puro).
La expansión del nuevo Estado Qing al noroeste de la China dominada por la dinastía Ming se producía en un momento en el que esta última dinastía estaba en pleno declive. Los territorios al norte de la Gran Muralla, en Manchuria y Mongolia Interior habían sido ya conquistados por el Estado Qing, mientras que dos grupos de rebeldes armados, encabezados por Li Zicheng y Zhang Xianzhong, sumieron en la crisis la integridad territorial y la autoridad de la corte Ming.
Fulin era el noveno hijo de Hung Taiji y subió al trono tras la muerte de este en 1643. Así comenzaba el nuevo reinado Shunzhi en la corte de Mukden. El Emperador Shunzhi tenía en ese momento seis años de edad, por lo que las tareas de gobierno quedaron a cargo de su tío, el regente Dorgon, que pasó a ser el auténtico hombre fuerte del pujante estado Qing.
Cuando el ejército de Li Zicheng ocupó Pekín en abril de 1644, el último emperador Ming, el Emperador Chongzhen, se suicidó en la Ciudad Prohibida. En un intento de expulsar a los rebeldes de la capital y restaurar la dinastía Ming, el general Wu Sangui pidió la colaboración a los manchúes, y abrió a las tropas Qing el paso de Shanhaiguan de la Gran Muralla. El ejército Qing pudo así rebasar la frontera defensiva tradicional de los Ming y entrar en el valle del Río Amarillo gracias a la colaboración de Wu Sangui. Las tropas manchúes conquistaron Pekín con facilidad. Wu Sangui esperaba que los manchúes aceptaran retirarse a sus tierras al norte de la Gran Muralla tras ayudar a la restauración de la dinastía Ming, pero el resultado fue muy diferente. Dorgon hizo trasladar la corte Qing de Mukden a Pekín y los manchúes continuaron conquistando los territorios que habían estado bajo la autoridad de la caída dinastía Ming.
Así, bajo la regencia de Dorgon, el Emperador Shunzhi, tercer monarca del nuevo Estado manchú, se convertía en el primer emperador manchú de toda China. Este hecho se formalizó el 29 de octubre de 1644, cuando el joven emperador, de siete años de edad, entraba en Pekín junto a Dorgon y Wu Sangui y sus respectivos ejércitos y asumía el mandato del cielo, el concepto chino de la legitimidad imperial, en una ceremonia en el Templo del Cielo, el gran complejo religioso de la dinastía Ming.

## Regencia de Dorgon
Dada la corta edad del emperador, su tío Dorgon fue el hombre fuerte de la corte hasta su muerte en 1650. Dorgon ejerció un poder prácticamente absoluto en el que todas las órdenes partían de él, y dirigió las campañas militares contra las provincias chinas del oeste y el sur, consolidando la conquista manchú.
Para afianzar su control sobre las instituciones imperiales chinas, Dorgon mantuvo a los funcionarios de la época Ming en la corte pekinesa. También continuó las relaciones de la corte con los misioneros europeos, como en el caso destacado del jesuita alemán Johann Adam Schall von Bell, que dirigió el Departamento Imperial de Astronomía. Frente a estas medidas que buscaban ganarse la lealtad de los funcionarios de la corte, Dorgon aplicó también políticas que discriminaban a la población china y confirmaban los privilegios de los manchúes como clase dirigente. Especialmente humillante para la población china fue la obligación de adoptar el corte de pelo manchú, con su característica coleta, como expresión de lealtad a la nueva dinastía. De esta manera, el nuevo Estado chino-manchú pretendía acabar con los focos de oposición que abogaban por la expulsión de los manchúes y la restauración de la dinastía Ming.
Tras seis años de poder absoluto, Dorgon moría de manera repentina durante una cacería en 1650. Al año siguiente, en 1651, el Emperador Shunzhi, que tenía ya 13 años, asumía el poder efectivo en la corte.

## Consolidación del poder manchú
Tras la muerte de Dorgon, el joven emperador pasó a asumir las tareas de gobierno, imponiendo su voluntad a los nobles manchúes que ambicionaban un papel similar al que había tenido Dorgon. El Emperador Shunzhi mantuvo las políticas basadas en la división étnica entre chinos, mongoles y manchúes que caracterizaba al Estado Qing, pero aumentó la presencia de chinos en la administración pública, llegando a rehabilitar a muchos de los eunucos que habían sido marginados durante la regencia de Dorgon.
En el ámbito religioso, el Emperador Shunzhi fomentó el budismo tibetano, cuyo líder espiritual, el dalái lama, había ensalzado la figura del emperador como artífice de la unión política entre manchúes, mongoles, tibetanos y chinos. El emperador toleró también la expansión del cristianismo, permitiendo a los misioneros europeos como Johann Adam Schall von Bell la promoción de su fe e incluso la construcción de una iglesia cristiana en Pekín.

## Muerte del emperador
El Emperador Shunzhi falleció víctima de la viruela en 1661, cuando tan solo contaba 22 años de edad. Los últimos años de su reinado estuvieron caracterizados por su dejadez en las tareas de gobierno, y su pasión por una de sus amantes, que moriría antes que él. Precisamente el dolor que le habría causado esta pérdida alimentó una leyenda muy extendida en China, aunque sin base histórica, según la cual el emperador Shunzhi no habría muerto sino que se habría retirado a un monasterio budista para vivir el resto de sus días sufriendo por el recuerdo de su amada.
Tras la muerte del Emperador Shunzhi, su tercer hijo Xuanye sería elegido como sucesor, posiblemente por haber sobrevivido precisamente a la viruela, lo cual hacía presagiar que tendría buena salud. El pequeño Xuanye, ya convertido en emperador Kangxi, según el nombre de su reinado, accedía al trono con tan solo siete años, y en esos primeros años el poder recaería en cuatro regentes: Oboi, Soni, Suksaha y Ebilun, que volverían a limitar el poder de los eunucos y de los funcionarios chinos en la corte, desarrollando políticas favorables a la hegemonía manchú.
| Predecesor: Hung Taiji | Emperador de China 1643-1661 | Sucesor: Kangxi |